# Kay Boyle
Kay Boyle (Saint Paul, 19 febbraio 1902 – Mill Valley, 27 dicembre 1992) è stata una scrittrice statunitense, educatrice e attivista politica.

## Biografia
Nipote di un editore, Kay Boyle è nata a St. Paul, Minnesota, ed è cresciuta a Cincinnati, Ohio. Suo padre, Howard Peterson Boyle, era un avvocato. Era sua madre ad esercitare su Kay la maggiore influenza. Katherine Evans era infatti un'attivista letteraria e sociale che credeva che i ricchi avessero l'obbligo di aiutare i poveri. Negli anni successivi, Kay Boyle, avrebbe sostenuto l'integrazione ed i diritti civili. Sostenne diverse battaglie per vietare le armi nucleari e per il ritiro degli Stati Uniti dalla guerra del Vietnam.
Boyle ha studiato all'esclusiva Shipley School di Bryn Mawr, Pennsylvania, quindi ha seguito i corsi di architettura dell'Istituto di Meccanica dell'Ohio di Cincinnati. Interessata alle arti, ha studiato violino al Conservatorio Musicale di Cincinnati per stabilirsi a New York City nel 1922. A New York trovò lavoro come scrittrice/editrice di una piccola rivista.

## Matrimonio e vita familiare
Quello stesso anno conobbe e sposò uno studente francese, Richard Brault, e nel 1923 si trasferì in Francia. Il trasferimento diede inizio alla permanenza in Europa di Kay, permanenza che durò per i successivi venti anni. Separata dal marito, iniziò una relazione con l'editor Ernest Walsh. Da questa relazione nacque una figlia.
Nel 1928 incontrò Laurence Vail, a quel tempo sposato con Peggy Guggenheim. Boyle e Vail convissero tra il 1929 e il 1932. Alla fine, in seguito ailoro divorzi, poterono sposarsi. Con Vail Kay ebbe altri tre figli.
Nei suoi anni "francesi", Boyle venne associata a diverse riviste letterarie innovative e strinse amicizia con molti degli scrittori ed artisti che vivevano a Parigi, a Montparnasse. Tra i suoi amici c'erano Harry e Caresse Crosby, proprietari della Black Sun Press che pubblicarono il suo primo lavoro di fantasia, una raccolta titolata "Short Stories". Divennero amici così stretti che nel 1928 Harry Crosby monetizzò dei dividendi di azioni per aiutare Boyle a pagare un aborto. Tra gli altri amici figurano Eugenio e Maria Jolas. Kay Boyle scrisse per "transition", preminente pubblicazione letteraria del periodo. Sia come poeta che romanziere, i suoi primi scritti riflettono la sua ricerca, che continuerà per tutta la vita, del vero amore, così come il suo interesse per i rapporti di potere tra uomini e donne. I racconti di Kay Boyle hanno vinto due premi O. Henry.
Nel 1936 scrisse un romanzo intitolato Morte di un uomo, un attacco alla crescente minaccia del nazismo, ma in quegli anni il libro ebbe in America scarso successo. Avendo vissuto in Francia, Austria, Inghilterra e Germania, alla fine della seconda guerra mondiale, Boyle tornò negli Stati Uniti. Nel 1943, in seguito al suo divorzio da Laurence Vail, sposò il barone Joseph von Franckenstein. Da questo matrimonio ebbe due figli.

## Maccartismo, ultimi anni
Negli Stati Uniti Boyle e suo marito divennero vittime del maccartismo dei primi anni Cinquanta. Suo marito venne licenziato con Roy Cohn dal suo impiego nella divisione affari pubblici del dipartimento di Stato e Boyle perse la sua posizione come corrispondente estero per il The New Yorker, una carica che aveva ricoperto per sei anni. Boyle era nella lista nera della maggior parte delle principali riviste. Durante questo periodo la sua vita e la sua scrittura dovettero concentrarsi sulla politica.
Nei primi anni Sessanta Boyle e il marito andarono a vivere in Rowayton, Connecticut. In Connecticut il marito insegnò in una scuola femminile privata. Venne quindi riassunto dal Dipartimento di Stato e mandato in Iran, ma morì nel 1963.
Boyle è stata una scrittrice "in residence" alla Conferenza di New York City Writer's al Wagner College nel 1962. Nel 1963, accettò una cattedra di scrittura creativa alla facoltà di San Francisco State University, che mantenne dal 1963 al 1979. Durante questo periodo è presente soprattutto negli ambienti dell'attivismo politico. Viaggiò in Cambogia nel 1966, come parte della missione di indagine "Gli Americani vogliono sapere". Ha partecipato a numerose proteste e nel 1967 è stata arrestata e incarcerata due volte. Nel 1968 firmò la "protesta fiscale di scrittori ed editori contrari alla Guerra", affermando che avrebbe smesso di pagare le tasse in segno di protesta per la guerra del Vietnam. Nei suoi ultimi anni divenne una sostenitrice attiva di Amnesty International e lavorò per la NAACP. Ritiratasi dallo State College di San Francisco, Boyle ricoprì varie posizioni di "writer-in-residence" per brevi periodi di tempo.
Boyle è morta in una casa di riposo in California a Mill Valley nel 1992. Nel corso della sua vita Kay Boyle ha pubblicato 40 libri: 14 romanzi, otto volumi di poesia, 11 raccolte di racconti, tre libri per bambini, traduzioni dal francese all'inglese e saggi. La maggior parte delle sue carte e dei suoi manoscritti è nella Biblioteca Morris della Southern Illinois University di Carbondale, Illinois. Una valutazione completa della vita di Boyle e del suo lavoro è stata pubblicata nel 1986 e titolata "Kay Boyle, artista e attivista" da Sandra Whipple Spanier. Nel 1994, Joan Mellen ha pubblicato una voluminosa biografia di Kay Boyle, "Kay Boyle. Autrice di se stessa".
Membro della American Academy of Arts and Letters, con i suoi due O. Henry Award, ha ricevuto due borse di studio Guggenheim ed ha ricevuto un premio alla carriera dal National Endowment for the Arts.

## Opere

### Romanzi
- 1925 - Process (pubblicato post-mortem nel 2001)
- 1931 - Plagued by the Nightingale
- 1932 - Year Before Last
- 1933 - Gentlemen, I Address You Privately
- 1934 - My Next Bride
- 1936 - Death of a Man
- 1938 - Monday Night
- 1940 - The Crazy Hunter: Three Short Novels (The Crazy Hunter, The Bridegroom's Body, and Big Fiddle)
- 1942 - Primer for Combat
- 1944 - Avalanche
- 1946 - A Frenchman Must Die
- 1948 - 1939
- 1949 - His Human Majesty
- 1955 - The Seagull on the Step
- 1958 - Three Short Novels (The Crazy Hunter,The Bridegroom's Body, Decision)
- 1960 - Generation Without Farewell
- 1975 - The Underground Woman
- 1993 - Winter Night (pubblicato post-mortem)

### Raccolte di racconti
- 1929 - Short Stories
- 1930 - Wedding Day and Other Stories
- 1933 - The First Lover and Other Stories
- 1935 - The White Horses of Vienna
- 1936 - The Astronomer's Wife
- 1941 - Defeat
- 1946 - Thirty Stories
- 1951 - The Smoking Mountain: Stories of Postwar Germany
- 1966 - Nothing Ever Breaks Except the Heart
- 1980 - Fifty Stories
- 1988 - Life Being the Best and Other Stories

### Novelle
- 1939 - The Youngest Camel
- 1966 - Pinky, the Cat Who Liked to Sleep
- 1968 - Pinky in Persia

### Raccolte di poesie
- 1932 - A Statement
- 1938 - A Glad Day
- 1944 - American Citizen: Naturalized in Leadville
- 1962 - Collected Poems
- 1968 - The Lost Dogs of Phnom Pehn
- 1970 - Testament for My Students and Other Poems
- 1975 - A Poem for February First
- 1985 - This Is Not a Letter and Other Poems
- 1991 - Collected Poems of Kay Boyle

### Non-fiction
- 1929 - Relations & Complications. Being the Recollections of H.H. The Dayang Muda of Sarawak
- 1962 - Breaking the Silence: Why a Mother Tells Her Son about the Nazi Era
- 1966 - The Last Rim of The World, contenuto in Why Work Series
- 1968 - Being Geniuses Together, 1920-1930
- 1969 - Winter Night and a conversation with the author, contenuto in New Sounds in American Fiction
- 1970 - The Long Walk at San Francisco State and Other Essays
- 1977 - Four Visions of America
- 1985 - Words That Must Somehow Be Said